# West Hanney
West Hanney – wieś i civil parish w Anglii, w Oxfordshire, w dystrykcie Vale of White Horse. W 2011 roku civil parish liczyła 490 mieszkańców. West Hanney jest wspomniana w Domesday Book (1086) jako Hannei.